# 쏙
쏙(Upogebia major)은 쏙과에 속한 갑각류의 일종이다. 일본에서는 아나쟈코(アナジャコ→굴갯가재)라고 부른다.
외양이 갯가재와 비슷하지만 쏙은 십각목에 속하고, 갯가재는 구각목에 속하는 전혀 다른 동물이다. 대한민국에서는 쏙과 갯가재를 혼동해서 일컫기도 하고, 일본에서도 쏙(아나쟈코)과 갯가재(샤코)를 혼동하는 지역이 있다.
홋카이도부터 규슈, 타이완, 한반도, 황해 연안 일대에 분포한다. 진흙 간석지에 Y자 모양의 깊은 굴을 파고 복부의 부속지를 이용해 바닷물의 흐름을 일으켜, 입 부근의 빽빽한 수염으로 플랑크톤, 디트리터스를 걸러 먹고 사는 여과섭식성 동물이다.
일본 열도 연안 지역에는 같은 쏙속(Upogebia)의 요코야쏙, 나루토쏙 등이 분포하고 있다. 같은 과는 아니지만 형태가 유사한 오키나와쏙(Thalassina anomara)이 류큐 열도의 홍수림이나 염성습지에 서식하고 있으며 한국과 일본 일대에는 쏙붙이(Callianassa petalura)라는 역시 근연관계가 아니지만 비슷하게 생긴 종이 존재한다. 쏙붙이는 쏙과 같은 환경에서 서식하지만 성체의 길이가 4~5 cm정도로 작다.

## 외형
몸길이는 암수 모두 10 cm 전후이다. 몸은 전체적으로 부드럽고, 제1흉각은 큰 가동지와 작은 부동지로 불완전한 집게발 모양이다. 두흉갑은 아가미가 발달해서 좌우로 볼록하다. 복부는 전반부가 조금 가늘고, 아래쪽에는 지느러미 모양의 부속지(더듬이)가 달려 있다. 암컷의 복지(배다리)는 5쌍이지만 수컷은 제1복지가 없기 때문에 4쌍밖에 없다.
그리고 흉각(가슴다리) 사이에 Peregrinamor oshimai라는 이매패류의 일종이 기생하기도 한다. 이 조개는 쏙의 입쪽으로 수관을 뻗어 쏙이 걸러낸 유기물을 가로채 먹고 산다. 그 외에도 새우살이벌레가 아가미방에 기생하며, 복부 하면에는 주머니벌레(사쿨리나)가 기생하는 것이 관찰되기도 한다.

## 생태
봄에서 여름 사이가 번식기로, 암컷 대부분이 복부에 알을 낳는다. 부화한 새끼는 약 2주 정도 사이에 3기의 조에아 유생이 된다.
유생은 바닥에 닿으면 굴을 파기 시작해 몸의 성장에 맞추어 굴의 지름을 넓히고 길이도 길게 파내려 간다. 다 큰 쏙의 굴은 깊은 것은 2 m를 넘어가며, 상부 50 cm 정도의 U자 모양의 부분과 그 아래에 연결되는 긴 막대 모양 부분으로 완성된다. 간석지 표면에 드러나는 굴의 구멍은 수 mm에 불과하지만 깊이 수 cm 이하로 내려가면 넓어져서 지름이 2~2.5 cm가 된다. 다 큰 쏙이 사는 굴은 굴 내면에 점도를 굳혀 튜브 모양으로 매끄럽고 딱딱하게 되어 있다. 진흙 간석지의 깊은 부분은 환원성의 점토질 토양인데, 그것을 파 내려가 산소가 풍부한 바닷물이 들어오면 점토가 산화되어 보다 단단하게 굳어지는 원리다.
쏙의 굴은 다른 생물들에게도 여러 가지 영향을 끼친다. 내벽에는 박테리아가 많고, 댕기망둑, 날망둑 등의 소형 망둥이 종류나 소형 딱총새우 무리가 공생하고 있다. 쏙들의 대량의 굴은 간석지의 표면적을 증가시키기 때문에 간석지의 여과 능력, 해수 정화 능력의 향상에도 기여하고 있다고 생각할 수 있다.

## 쏙 잡기
구멍에 된장을 풀어 잡는 전통적인 방법이 전해져온다. 쏙은 삶아먹거나, 튀겨먹거나, 구워먹거나, 된장국 등에 넣어 먹는다.

## 같이 보기
- 갯가재
- 갑각류
- 가재

## 참고 문헌
- 《학생판 일본 동물도감》(学生版 日本動物図鑑), 우치다 토루(内田亨) 감수. 북융관(北隆館) ISBN 4-8326-0042-7
- 《원색 일본 대형 갑각류도감 1》(原色日本大型甲殻類図鑑 I), 미야케 테이쇼(三宅貞祥). 보육사(保育社) ISBN 4-586-30062-0
- 《강의 생물도감 가고시마 연안편》(川の生き物図鑑 鹿児島の水辺から), 가고시마의 자연을 기록하는 모임(鹿児島の自然を記録する会) 편집. 남방신사(南方新社) ISBN 4-931376-69-X